# Pacific (Schiff, 1962)
Der Hochseeschlepper Pacific war ein Seeschlepper, der für die Bugsier-Reederei Hamburg im weltweiten Einsatz war.

## Geschichte
Die Pacific wurde unter der Baunummer 1719 von der Werft F. Schichau in Bremerhaven gebaut. Die Ablieferung des Schleppers mit einem Pfahlzug von 72,6 Tonnen erfolgte am 19. Dezember 1962. Am 14. Oktober 1976 konnte die Pacific fünf Überlebende des gesunkenen Motortankers Böhlen retten. Ein anderer bekannter Einsatz der Pacific war während der Havarie des Tankers Amoco Cadiz vor der bretonischen Küste am 16. März 1978.
Anfang der 1980er Jahre wurde der Schlepper in Bremerhaven aufgelegt und 1984 an Gencom Shipping verkauft. Von nun an fuhr er unter der Flagge Gibraltars als Intergulf, bis er 1986 an International Marine Services verkauft, nach Panama ausgeflaggt und als Imsalv Lion in Fahrt gebracht wurde. Weitere Eignerwechsel folgten: 1995 als Ocean Admiral (Eigner unbekannt) und 1997 als Seabulk Princess an Seabulk Offshore in Dubai.
Im Februar 2001 wurde der Schlepper schließlich an MS Karachi Steel verkauft und im pakistanischen Gadani verschrottet.